# Sân bay Honda
Sân bay Honda (ホンダエアポート Honda eapōto) là một sân bay tư nhân ở thị xã Kawajima, quận Hiki, và thành phố Okegawa, cả hai đều ở tỉnh Saitama, Nhật Bản. Tên gọi khác là Sân bay Okegawa. Đơn vị vận hành là Honda Airways, một công ty con của Honda Motor Co. Ltd.
Sân bay này nằm ở độ cao 11,9 m, đường băng 600 m x 25 m, diện tích sân bay 59 ha. Thời gian hoạt động từ 9h sáng đến 5h30 chiều. Trong thời kỳ đệ nhị thế chiến, Quân đội đế quốc Nhật Bản phát triển khu vực này thành sân bay Kawataya. Năm 1964, Honda thiết lập Sân bay Honda và đã nhận được giấy phép hoạt động vào năm 1967. Trực thăng đã hoạt động tại đây từ năm 1975.